# Mario Sampirisi
Mario Sampirisi (Caltagirone, 31 ottobre 1992) è un calciatore italiano, difensore della Reggiana.

## Caratteristiche tecniche
Inizia la carriera da centrocampista, salvo poi adattarsi ad esterno. In grado di agire su entrambe le fasce - o da centrale difensivo in caso di necessità - tende a coprire la posizione di terzino destro.

## Carriera
Muove i suoi primi passi tra le file dell'Aldini Bariviera, prima di essere tesserato dal Milan che lo inserisce nel proprio settore giovanile. Il 31 agosto 2011 viene ingaggiato dal Genoa. Esordisce in prima squadra il 19 gennaio 2012 contro l'Inter negli ottavi di finale di Coppa Italia, gara persa dai grifoni 2-1. Il 22 gennaio esordisce in Serie A contro il Palermo da titolare. Viene sostituito da Kucka nell'intervallo. Termina l'annata con 5 presenze complessive.
Partito titolare sotto la guida di Luigi De Canio nel ruolo di terzino destro, il 30 gennaio 2013 passa in prestito al Chievo per sei mesi. Il 25 gennaio 2014 - dopo appena 4 presenze - viene ceduto in prestito al club portoghese dell'Olhanense. Esordisce con la maglia dei portoghesi il 5 febbraio, giocando tutti i 90 minuti nella sfida in trasferta persa 3-1 contro il Paços de Ferreira. A fine stagione, dopo 11 presenze nel campionato portoghese, ritorna al Genoa.
Il 14 settembre dello stesso anno passa in prestito al Vicenza con cui disputa 38 partite più due dei play off, poi persi nel doppio confronto con il Pescara.
Il 10 luglio 2015 torna al Vicenza ma questa volta in prestito con obbligo di riscatto.
Complessivamente in due stagioni mette insieme 83 presenze e un gol.
Il 15 luglio 2016, dopo essersi svincolato dal club biancorosso, torna a giocare in Serie A, firmando un triennale con il Crotone.
Lunedì, 12 settembre 2016, segna il suo primo gol in Serie A nella gara persa in trasferta per 2-1 dal Crotone contro l'Empoli allo Stadio Castellani.
Il 4 luglio 2019, diventa un nuovo giocatore del Monza. Il 6 ottobre segna la sua prima rete in occasione del successo esterno in casa dell'Arezzo per 4-0.Totalizza 15 presenze nella stagione interrotta per la pandemia di Covid-19, in cui il Monza ottiene la promozione in serie B.
Nella stagione successiva trova i primi gol nella vittoria sulla Virtus Entella per 5-0 del 15 dicembre 2020, realizzando una doppietta, la sua prima in carriera.
Il 24 agosto 2022 si trasferisce a titolo temporaneo al Frosinone.
Il 27 agosto 2023 viene ceduto a titolo definitivo alla Reggiana.

## Statistiche

### Presenze e reti nei club
Statistiche aggiornate al 7 marzo 2025.
| Stagione        | Squadra         | Campionato      | Campionato | Campionato | Coppe nazionali | Coppe nazionali | Coppe nazionali | Coppe continentali | Coppe continentali | Coppe continentali | Altre coppe | Altre coppe | Altre coppe | Totale | Totale |
| Stagione        | Squadra         | Comp            | Pres       | Reti       | Comp            | Pres            | Reti            | Comp               | Pres               | Reti               | Comp        | Pres        | Reti        | Pres   | Reti   |
| --------------- | --------------- | --------------- | ---------- | ---------- | --------------- | --------------- | --------------- | ------------------ | ------------------ | ------------------ | ----------- | ----------- | ----------- | ------ | ------ |
| 2011-2012       | Genoa           | A               | 4          | 0          | CI              | 1               | 0               | -                  | -                  | -                  | -           | -           | -           | 5      | 0      |
| 2012-gen. 2013  | Genoa           | A               | 16         | 0          | CI              | -               | -               | -                  | -                  | -                  | -           | -           | -           | 16     | 0      |
| feb.-giu. 2013  | Chievo          | A               | 3          | 0          | CI              | -               | -               | -                  | -                  | -                  | -           | -           | -           | 3      | 0      |
| 2013-gen. 2014  | Genoa           | A               | 4          | 0          | CI              | 0               | 0               | -                  | -                  | -                  | -           | -           | -           | 4      | 0      |
| feb.-giu. 2014  | Olhanense       | PL              | 11         | 0          | CP+CdL          | -               | -               | -                  | -                  | -                  | -           | -           | -           | 11     | 0      |
| ago. 2014       | Genoa           | A               | 0          | 0          | CI              | 0               | 0               | -                  | -                  | -                  | -           | -           | -           | 0      | 0      |
| Totale Genoa    | Totale Genoa    | Totale Genoa    | 24         | 0          |                 | 1               | 0               |                    | -                  | -                  |             | -           | -           | 25     | 0      |
| set. 2014-2015  | Vicenza         | B               | 38+2       | 0          | CI              | -               | -               | -                  | -                  | -                  | -           | -           | -           | 40     | 0      |
| 2015-2016       | Vicenza         | B               | 38         | 0          | CI              | 3               | 0               | -                  | -                  | -                  | -           | -           | -           | 41     | 0      |
| Totale Vicenza  | Totale Vicenza  | Totale Vicenza  | 76+2       | 0          |                 | 3               | 0               |                    | -                  | -                  |             | -           | -           | 81     | 0      |
| 2016-2017       | Crotone         | A               | 23         | 1          | CI              | -               | -               | -                  | -                  | -                  | -           | -           | -           | 23     | 1      |
| 2017-2018       | Crotone         | A               | 31         | 0          | CI              | 0               | 0               | -                  | -                  | -                  | -           | -           | -           | 31     | 0      |
| 2018-2019       | Crotone         | B               | 33         | 0          | CI              | 3               | 0               | -                  | -                  | -                  | -           | -           | -           | 36     | 0      |
| Totale Crotone  | Totale Crotone  | Totale Crotone  | 87         | 1          |                 | 3               | 0               |                    | -                  | -                  |             | -           | -           | 90     | 1      |
| 2019-2020       | Monza           | C               | 15         | 1          | CI+CI-C         | 3+1             | 0               | -                  | -                  | -                  | -           | -           | -           | 19     | 1      |
| 2020-2021       | Monza           | B               | 25+2       | 2+0        | CI              | 2               | 0               | -                  | -                  | -                  | -           | -           | -           | 29     | 2      |
| 2021-2022       | Monza           | B               | 27+1       | 3+0        | CI              | 1               | 0               | -                  | -                  | -                  | -           | -           | -           | 29     | 3      |
| Totale Monza    | Totale Monza    | Totale Monza    | 67+3       | 6          |                 | 7               | 0               |                    | -                  | -                  |             | -           | -           | 77     | 6      |
| 2022-2023       | Frosinone       | B               | 28         | 0          | CI              | -               | -               | -                  | -                  | -                  | -           | -           | -           | 28     | 0      |
| 2023-2024       | Reggiana        | B               | 26         | 0          | CI              | -               | -               | -                  | -                  | -                  | -           | -           | -           | 26     | 0      |
| 2024-2025       | Reggiana        | B               | 20         | 0          | CI              | -               | -               | -                  | -                  | -                  | -           | -           | -           | 20     | 0      |
| Totale Reggiana | Totale Reggiana | Totale Reggiana | 46         | 0          |                 | -               | -               |                    | -                  | -                  |             | -           | -           | 46     | 0      |
| Totale carriera | Totale carriera | Totale carriera | 342+5      | 7          |                 | 14              | 0               |                    | -                  | -                  |             | -           | -           | 361    | 7      |

## Palmarès

### Club

#### Competizioni nazionali
- Serie C: 1

Monza: 2019-2020 (Girone A)
- Campionato italiano di Serie B: 1

Frosinone: 2022-2023